# نوینکیرشن (دیفلتس)
نوینکیرشن (به آلمانی: Neuenkirchen) یک شهر در آلمان است که در دیفولتس واقع شده‌است. نوینکیرشن ۱٬۱۷۴ نفر جمعیت دارد.